# Stèle à la mémoire des victimes du génocide des Tutsi au Rwanda
La stèle à la mémoire des victimes du génocide des Tutsi au Rwanda est un mémorial commémorant le génocide des Tutsi, installé au cimetière du Père-Lachaise, à Paris en France.

## Historique

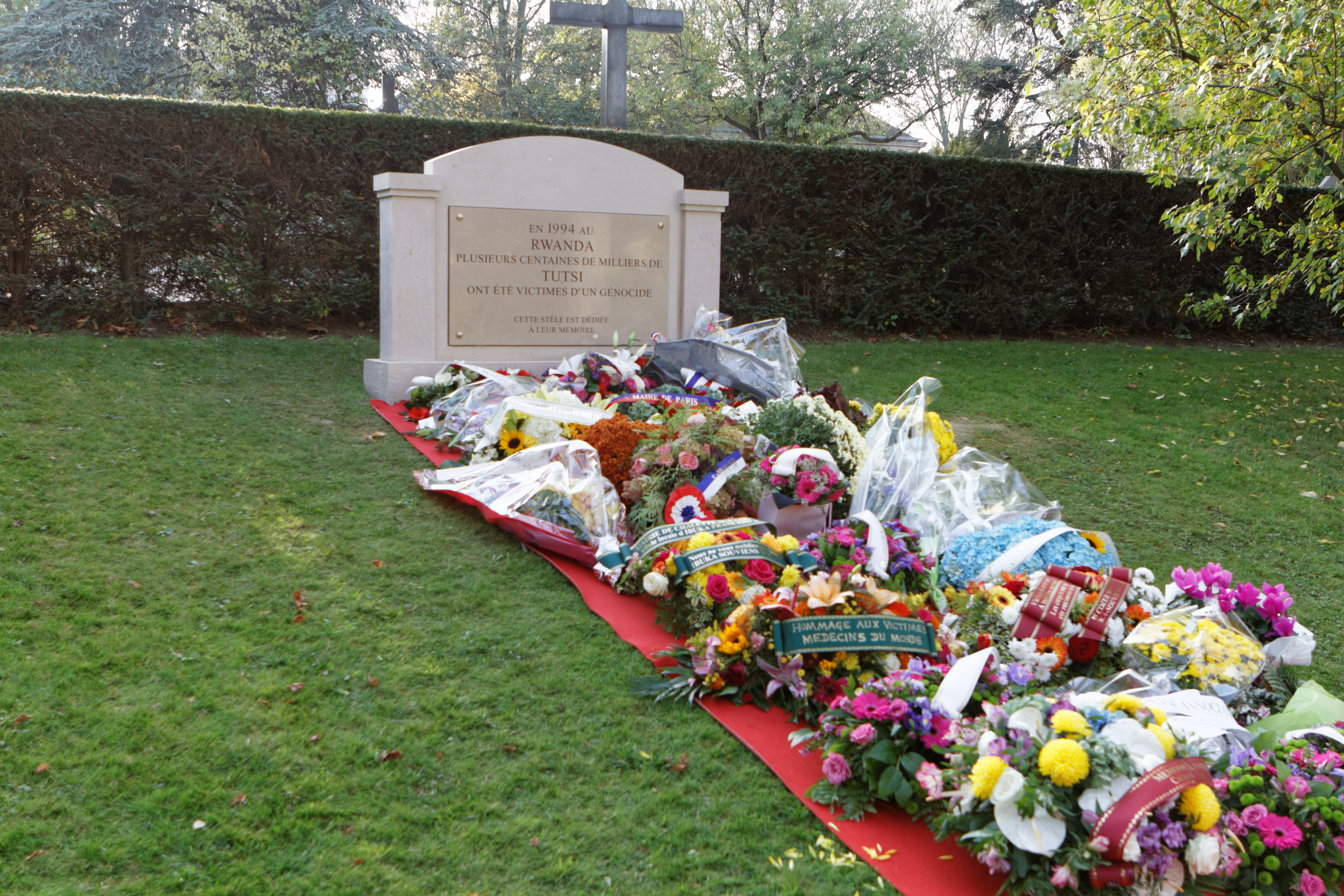
Stèle du génocide venant d'être inaugurée le 31 octobre 2014.

Le génocide des Tutsi au Rwanda eut lieu du 7 avril 1994 jusqu'au 17 juillet 1994. L'ONU estime qu'environ 800 000 Rwandais, en majorité tutsi, ont perdu la vie durant ces trois mois. Ceux qui parmi les Hutus se sont montrés solidaires des Tutsi ont été tués comme traîtres à la cause hutu. D'une durée de cent jours, ce fut le génocide le plus rapide de l'histoire et celui de plus grande ampleur quant au nombre de morts par jour.
Le gouvernement de transition décrète la commémoration du génocide au Rwanda dès 1995. Elle est fixée au 7 avril, date du début des massacres. Les premières éditions consistent en des inhumations religieuses et des expositions publiques des cadavres. À partir de l'an 2000, la commémoration s'internationalise avec la présence de délégations étrangères à Kigali. Depuis, les ambassades rwandaises dans le monde organisent un programme d'activités de commémoration du type conférences, projection de films, expositions, et dépôts de gerbes dans les monuments érigés à la mémoire des victimes.
Depuis plusieurs années, l'association Ibuka France sollicite les élus français pour qu'ils érigent des lieux de mémoire dans leur commune en mémoire du génocide des Tutsi. Plusieurs stèles en mémoire de ce génocide ont été installées : Cluny le 9 avril 2011, Dieulefit et Bègles en 2013, Châlette-sur-Loing le 17 mai 2014, Toulouse le 27 septembre 2014, cimetière du Père-Lachaise à Paris le 31 octobre 2014, parc de Choisy en avril 2016, Garges-lès-Gonesse en mémoire de trois génocides (arménien, rwandais, Shoah) en 2017, au cimetière Nord de Strasbourg le 27 janvier 2020, à Bordeaux le 7 avril 2025. 
En mai 2014, le Conseil municipal de Paris adopte à l'unanimité la délibération visant à apposer une stèle pour rendre hommage aux victimes du génocide des Tutsi au Rwanda. La Mairie de Paris et Ibuka organisent l'inauguration de la stèle en hommage aux victimes du génocide des Tutsi au Rwanda le 31 octobre, près de vingt ans après les massacres,,. L'ambassadeur du Rwanda en France, Jacques Kabale, et la maire de Paris, Anne Hidalgo, étaient notamment présents pour cette cérémonie,.

## Caractéristiques
Le monument est composé d'une simple stèle ornée de l'épitaphe :

« En 1994 au Rwanda plusieurs centaines de milliers de Tutsi ont été victimes d'un génocide.
Cette stèle est dédiée à leur mémoire. »

## Localisation
La stèle est apposée dans la partie mémorielle du Père-Lachaise, non loin des mémoriaux en hommage aux victimes de la Shoah. Elle se trouve dans la 88e division du cimetière du Père-Lachaise, en bordure de l'allée des Fédérés.